# Joanna Walich
Joanna Walich z d. Jarkowska (ur. 27 października 1981 w Poznaniu) – polska koszykarka grająca na pozycji silnej skrzydłowej, reprezentantka Polski.

## Kariera sportowa
Jest wychowanką Unii Swarzędz. Była m.in. mistrzynią Polski szkół podstawowych. W sezonie 1998/1999 debiutowała w II lidze w barwach GTK Gdynia. W latach 2000–2004 występowała w II-ligowej Unii Swarzędz (w sezonie 2003/2004 nie grała z powodu kontuzji), w latach 2004-2009 była zawodniczką AZS Poznań, w sezonie 2009/2010 w Tęczy Leszno, w latach 2010-2012 w CCC Polkowice. Z polkowickim klubem zdobyła dwukrotnie wicemistrzostwo Polski.
W sezonie 2012/2013 występowała w zespole beniaminka hiszpańskiej ekstraklasy - Toyota Recreativo Conquero, jej zespół zajął w rozgrywkach ostatnie miejsce. W 2013 powróciła do Polski i została zawodniczką Energi Toruń. W październiku 2014 urodziła córkę.
Była najlepszym strzelcem ekstraklasy w sezonie 2007/2008 ze średnią 16,9 pkt na mecz, w tym samym sezonie wystąpiła także w meczu gwiazd ligi.
Z reprezentacją Polski seniorek wystąpiła na mistrzostwach Europy w 2009 (11 miejsce).
Koszykarką Unii Swarzędz i AZS Poznań była także jej siostra Katarzyna Jarkowska.

## Osiągnięcia
Drużynowe
- Wicemistrzyni Polski (2011, 2012)
- Finalistka pucharu polski (2015)

Indywidualne
- Odkrycie sezonu PLKK (2007)[1]
- MVP kolejki FGE (7 – 2006/2007, 6 – 2007/2008)[2][3]
- Uczestniczka meczu gwiazd PLKK (2008, 2010, 2014)
- Liderka strzelczyń sezonu regularnego PLKK (2009)[4]

Reprezentacja
- Uczestniczka mistrzostw europy (2009 – 11. miejsce)